# Indofobie
Indofobie is een vorm van racisme tegen Aziaten en omvat negatieve gevoelens zoals angst of haat jegens India, Indiërs en de Indiase cultuur. Indofobie houdt vooroordelen zoals de neiging om negatief te reageren op mensen van Indiase afkomst of op aspecten van de Indiase cultuur. Het tegenovergestelde van Indofobie is Indomania. Indofobie kwam vooral op begin 19e eeuw in het Westen, vooral in het Verenigd Koninkrijk.